# Grób Baden-Powellów
Grób Baden-Powellów – grób generała porucznika Robert Baden-Powell i jego żony, Olave znajdujący się w Nyeri (Kenia) na cmentarzu św. Piotra w Wajee Nature Park.
Twórca i założyciel skautingu Baden-Powell wybrał Kenię jako miejsce swojego zamieszkania ze względu na sytuację polityczną w Europie.
Lord Baden-Powell zmarł 8 stycznia 1941. Na jego nagrobku znajduje się okrąg z kropką pośrodku, który jest znakiem szlaku „Going home” lub „I go home”. Kiedy w 1977 zmarła jego żona Olave, lady Baden-Powell, jej prochy zostały wysłane do Kenii i pochowane obok męża.
Grób Baden-Powellów został uznany w Kenii za zabytek narodowy.